# Batrachoseps gavilanensis
Batrachoseps gavilanensis es una especie de salamandras en la familia Plethodontidae.

## Distribución y hábitat
Es endémica de los Estados Unidos. Su hábitat natural son los bosques templados y zonas templadas de arbustos.